# Learjet 25
O Learjet 25 é uma aeronave americana com dez assentos (dois tripulantes e oito passageiros), bimotor. Fabricado pela Canadense Bombardier como uma versão alongada do Learjet 24.

## Desenvolvimento
O primeiro modelo do 25 voou em 12 de Agosto de 1966, e a primeira entrega foi em 1967.
O Learjet 25 é similar ao Learjet 24 mas é 1,27 m mais longo, permitindo três passageiros adicionais. Em 1970 o Learjet 25B foi produzido juntamente com o Learjet 25C, no mesmo ano.
A aeronave possui dois motores turbojato General Electric CJ610-6 (ou CJ610-8). A bagagem é guardada em um compartimento na parte traseira da cabine dos passageiros.

## Operações
O interior da cabine pode ser convertido para diversas configurações diferentes, permitindo carga e equipamentos médicos. Devido à facilidade da conversão da cabine do Learjet 25, foi bem sucedido como uma aeronave para serviços aeromédicos.
Em 1974 a Força Aérea Peruana comprou dois 25B contendo uma cápsula sob a fuselagem contendo uma câmera para vigilância aérea.

## Variantes

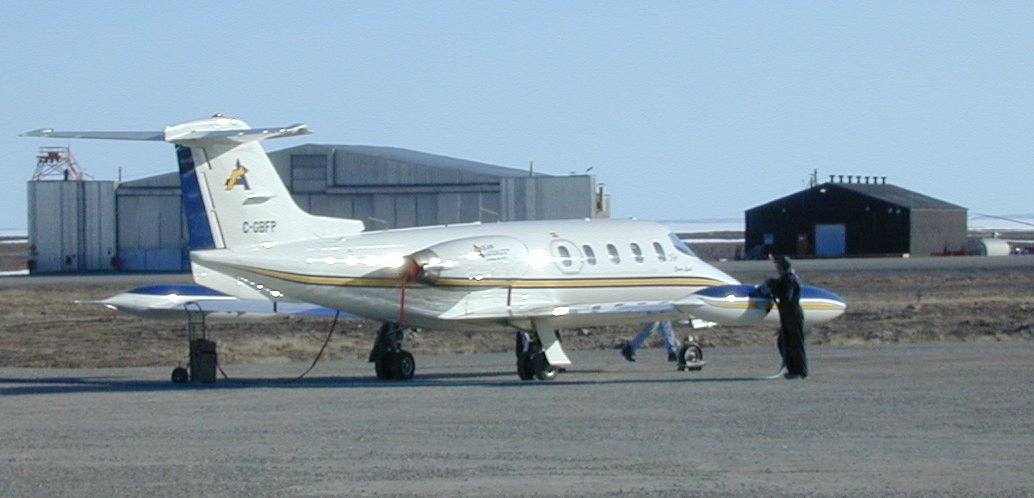
Um Learjet 25B.

O designador ICAO utilizado no plano de voo é o mesmo para todos os modelos do Learjet 25: LJ25.

### Learjet 25A
Certificado pela Federal Aviation Administration em 10 de outubro de 1967.

### Learjet 25B

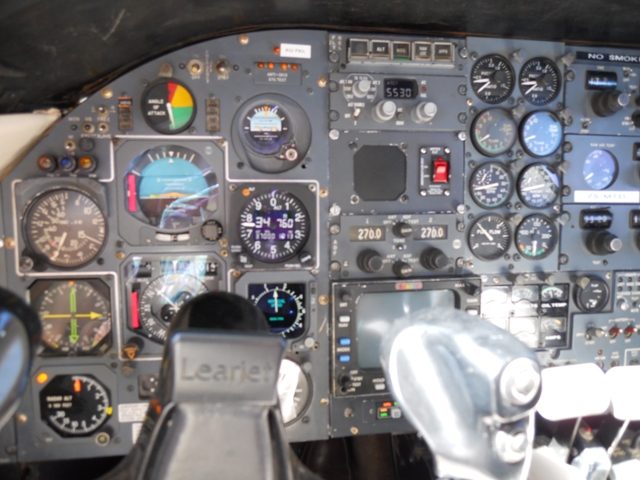
Um painel de um 25B.

Versão melhorada. Certificado pela FAA em 4 de setembro de 1970.

### Learjet 25C
Versão melhorada com uma maior capacidade de combustível. Certificado pela FAA em 4 de setembro de 1970.

### Learjet 25D

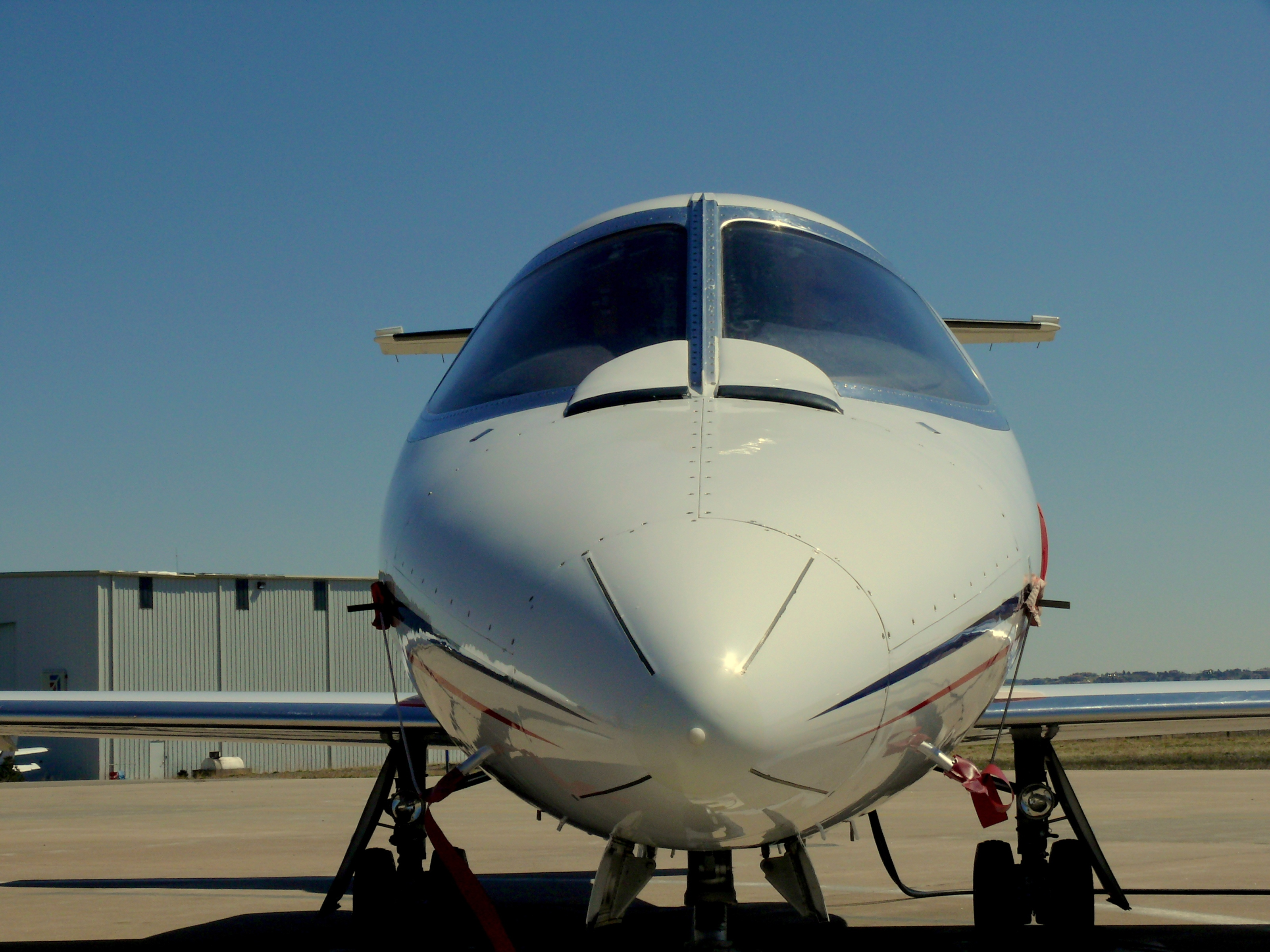
A frente de um Learjet 25D.

Versão melhorada e de longo-alcance. Em 2 de março de 1996, um exemplar do avião se chocou contra a Serra da Cantareira, matando todos os integrantes da banda de rock cômico Mamonas Assassinas.

### Learjet 26
Designação não oficial do modelo 25 que era equipado com motores turbofan Garret AiResearch TFE731-2 para um programa de testes de voo. A aeronave, N26GL, voou pela primeira vez com os novos motores em 19 de maio de 1971. O sucesso dos voos levaram ao desenvolvimento do modelo Learjet 35.

### Learjet 25G
Introduzido em 23 de setembro de 1980. Durante uma série de voos de demonstração desde 9 até 18 de junho de 1982, o 25G quebrou um grande número de recordes de velocidades de longa distância e consumo de combustível.

## Design

### Características de voo
Learjet 25 é um avião desafiador para voar em comparação com a maioria dos aviões de aviação geral e jatos pequenos mais modernos. A carga de trabalho do piloto é alta e as velocidades de aproximação, desembarque e decolagem estão acima da média para as aeronaves civis. O Learjet 25 também requer pistas longas em alta altitude ou temperatura ambiente. A 6000 pés (1828 metros) de elevação, 50 graus Fahrenheit (10 °C) e com uma carga média de 5 passageiros, o Learjet 25B exigirá aproximadamente 8000 (2438 metros) pés de pista.

## Operadores

### Operadores Militares
Argentina
 Bolívia
- Força Aérea Boliviana

 Equador
 México
- Marinha do México

 Peru
- Força Aérea Peruana

 Estados Unidos
- NASA